# Pattinaggio di figura ai VI Giochi olimpici invernali
Ai VI Giochi olimpici invernali del 1952, vennero assegnate medaglie in tre specialità del pattinaggio di figura. Le gare si svolsero al Bislett Stadion di Oslo.

## Calendario
| Pattinaggio di figura ai VI Giochi olimpici invernali | Pattinaggio di figura ai VI Giochi olimpici invernali | Pattinaggio di figura ai VI Giochi olimpici invernali | Pattinaggio di figura ai VI Giochi olimpici invernali | Pattinaggio di figura ai VI Giochi olimpici invernali | Pattinaggio di figura ai VI Giochi olimpici invernali | Pattinaggio di figura ai VI Giochi olimpici invernali | Pattinaggio di figura ai VI Giochi olimpici invernali | Pattinaggio di figura ai VI Giochi olimpici invernali | Pattinaggio di figura ai VI Giochi olimpici invernali | Pattinaggio di figura ai VI Giochi olimpici invernali | Pattinaggio di figura ai VI Giochi olimpici invernali | Pattinaggio di figura ai VI Giochi olimpici invernali |
| Eventi / Giorni                                       | Febbraio 1952                                         | Febbraio 1952                                         | Febbraio 1952                                         | Febbraio 1952                                         | Febbraio 1952                                         | Febbraio 1952                                         | Febbraio 1952                                         | Febbraio 1952                                         | Febbraio 1952                                         | Febbraio 1952                                         | Febbraio 1952                                         | Febbraio 1952                                         |
| Eventi / Giorni                                       | 14                                                    | 15                                                    | 16                                                    | 17                                                    | 18                                                    | 19                                                    | 20                                                    | 21                                                    | 22                                                    | 23                                                    | 24                                                    | 25                                                    |
| ----------------------------------------------------- | ----------------------------------------------------- | ----------------------------------------------------- | ----------------------------------------------------- | ----------------------------------------------------- | ----------------------------------------------------- | ----------------------------------------------------- | ----------------------------------------------------- | ----------------------------------------------------- | ----------------------------------------------------- | ----------------------------------------------------- | ----------------------------------------------------- | ----------------------------------------------------- |
| Maschile                                              |                                                       |                                                       |                                                       |                                                       |                                                       | Obblig.                                               |                                                       | Finale                                                |                                                       |                                                       |                                                       |                                                       |
| Femminile                                             |                                                       |                                                       | Obblig.                                               | Obblig.                                               |                                                       |                                                       | Finale                                                |                                                       |                                                       |                                                       |                                                       |                                                       |
| Coppie                                                |                                                       |                                                       |                                                       |                                                       |                                                       |                                                       |                                                       |                                                       | Finale                                                |                                                       |                                                       |                                                       |

## Podi
| Evento               | Oro                         | Argento                                 | Bronzo                             |
| Maschile (dettagli)  | Richard Button              | Helmut Seibt                            | James Grogan                       |
| Femminile (dettagli) | Jeannette Altwegg           | Tenley Albright                         | Jacqueline du Bief                 |
| A coppie (dettagli)  | Germania Ria Falk Paul Falk | Stati Uniti Karol Kennedy Peter Kennedy | Ungheria Marianna Nagy László Nagy |

## Medagliere
| Posizione | Paese         |   |   |   | Totale |
| --------- | ------------- | - | - | - | ------ |
| 1         | Stati Uniti   | 1 | 2 | 1 | 4      |
| 2         | Germania      | 1 | 0 | 0 | 1      |
| 2         | Gran Bretagna | 1 | 0 | 0 | 1      |
| 4         | Austria       | 0 | 1 | 0 | 1      |
| 5         | Francia       | 0 | 0 | 1 | 1      |
| 5         | Ungheria      | 0 | 0 | 1 | 1      |
| Totale    | Totale        | 3 | 3 | 3 | 9      |